# NGC 6452
NGC 6452 (również PGC 60876) – galaktyka spiralna (S/P), znajdująca się w gwiazdozbiorze Herkulesa. Odkrył ją Albert Marth 2 lutego 1864 roku.